# Meloboris moldavica
Meloboris moldavica là một loài tò vò trong họ Ichneumonidae.